# Swen Arnoldsson
Swen Arnoldsson i riksdagen kallad Arnoldsson i Rödeby, född 13 december 1843 i Augerum, Blekinge län, död 9 mars 1904 i Stockholm, var en svensk lantbrukare och riksdagspolitiker. 
Arnoldsson var ledamot av riksdagens andra kammare 1891–1899 samt från 1903 till sin död, invald i Östra härads domsagas valkrets. I riksdagen skrev han fyra egna motioner om bland annat invallning och åtgärder för hästavelns främjande.

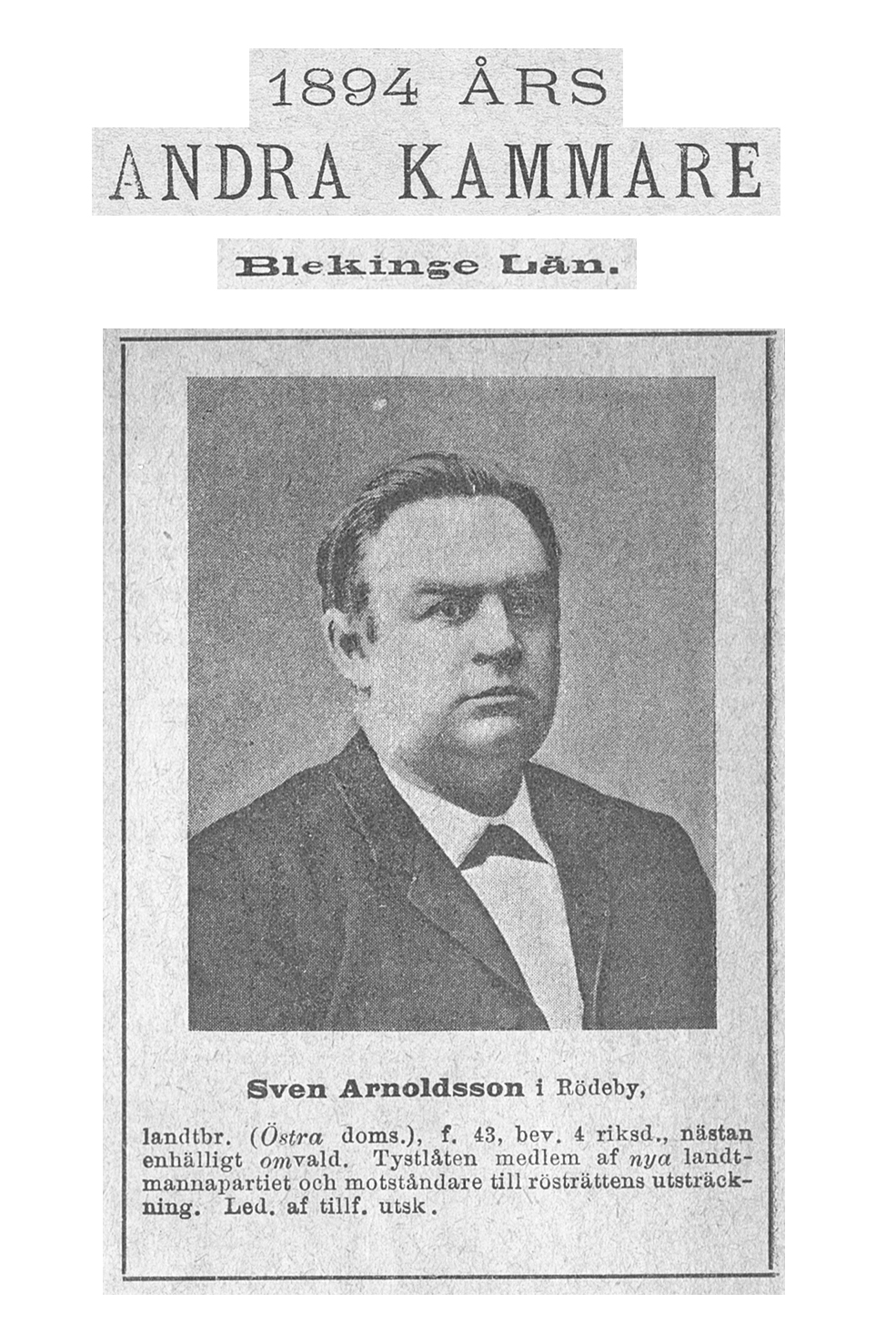
1894 års riksdag
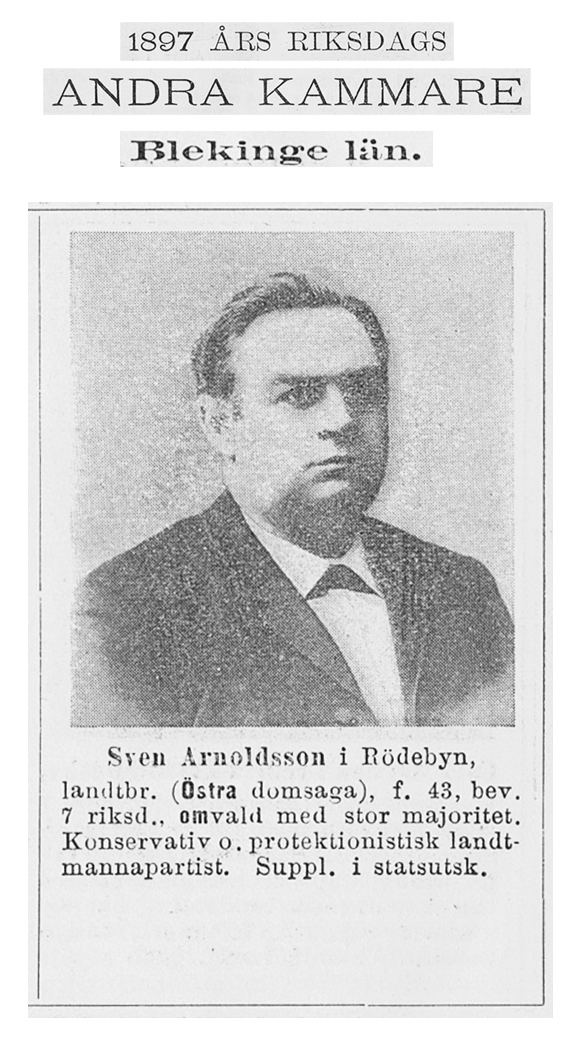
1897 års riksdag
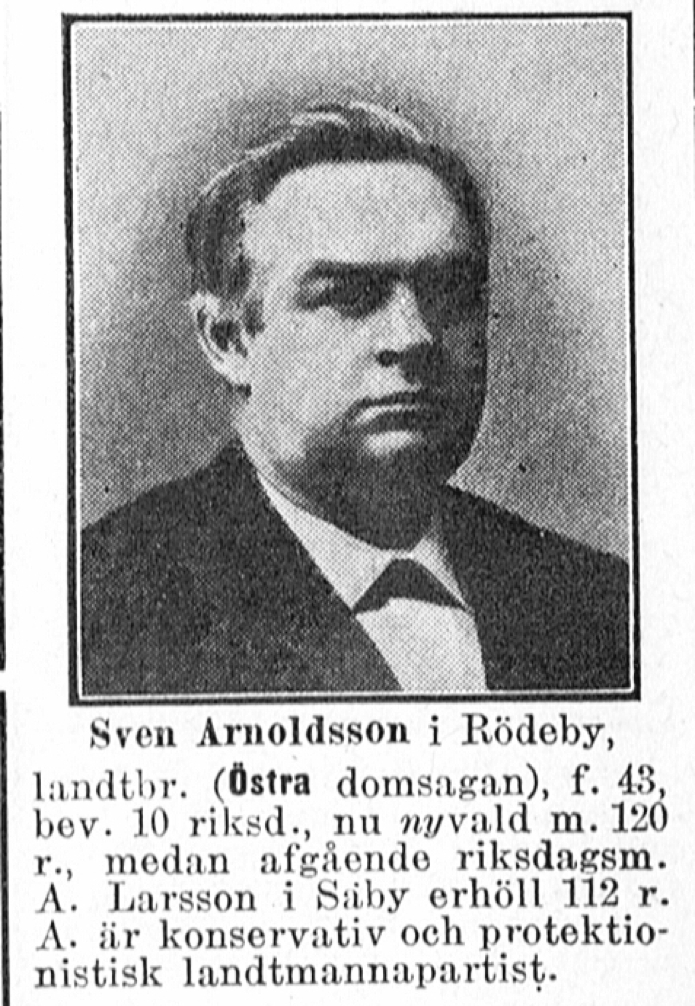
1903 års riksdag